# Proplanicoxa
Proplanicoxa je rod ornitopodního dinosaura ze skupiny Iguanodontia, který žil v období spodní křídy (stupeň barem, asi před 126 miliony let). Jeho fosilní pozůstatky byly objeveny na ostrově Isle of Wight (souvrství Wessex) již v roce 1916. Popsány však byly až v roce 2010 Kennethem Carpenterem a Yusuke Išidou. Tento velký býložravec žil zřejmě v menších stádech a je blízce příbuzný například známému rodu Iguanodon. Je znám pouze jeden druh tohoto rodu, Proplanicoxa galtoni (druhové jméno je poctou paleontologovi Peteru M. Galtonovi).